# Vishnu Narayan Bhatkhande

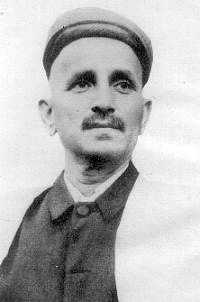
Vishnu Narayan Bhatkhande

Pandit Vishnu Narayan Bhatkhande (10 augustus 1860 – 19 september 1936) was een Indiaas klassiek musicus, die als grote verdienste had dat er een renaissance in de Indiase muziek optrad. Hij reorganiseerde het systeem van raga's in de Hindoestaanse muziek in het tegenwoordige That-systeem door de oudere vormen van raga-classificatie in Raag (mannelijk), Ragini (vrouwelijk), en Putra (kinderen) er in onder te brengen.

## Vroege jaren
Vishnu Narayan Bhatkhande werd geboren in 1860 op de dag van Janmashtami, een heilige dag voor Hindoes. Hij behoorde tot een Marathi familie in Balukeshwar, Bombay. In zijn jeugdjaren noemde men hem Gajanan. Zijn studie volgde hij aan het Elphinston College in Bombay en aan het Deccan College in Poena. Hij studeerde af met een graad in Recht in 1885 en werd jurist in 1887 en was gedurende korte tijd advocaat aan het Hoger Gerechtshof in Karachi. Hij leerde de sitar spelen bij Shri Vallabhdas gedurende zijn studententijd. Later kreeg hij zangles van Raojiba, een Dhrupad zanger. Hij beoefende ook andere aspecten van de klassieke muziek en volgde daartoe lessen bij onder andere Belbagkar, Ali Husain Khan en Vilayat Hussain Khan. Hij was ooklid van de Gayan Uttejak Mandali, een muziekvereniging in Bombay.

## Musicologisch onderzoek
Bhatkhande reisde veel door heel India, waarbij hij onderzoek pleegde en ontmoetingen had met ustads en pandits. Hij begon de studie van bekende oude teksten zoals de "Bharat Natya Shastra" en de "Sangeet Ratnakar". Na de dood van zijn vrouw en dochter staakte hij zijn werk als jurist en wijdde de rest van zijn leven aan de systematisering van de voornaamste vormen van Hindoestaanse muziek. Op die systemen bouwde hij een samenhangende theorie en uitvoeringspraktijk. Bhatkhande was bezorgd over het verdwijnen van het verschijnsel dat musici onder patronage van prinsen werkten. Gedurende zijn reizen bracht hij enige tijd door in Baroda, Gwalior en Rampur en verzamelde enige kostbare werken van Tansen. Hij ontving van Ustads, Mohammad Ali Khan, Asgar Ali Khan en Ahmed Ali Khan uit Jaipur meer dan 300 waardevolle composities van de Manarang Gharana, die hem enorm hielpen bij zijn onderzoeken.
Na zijn onderzoeken begon hij te publiceren. Zijn eerste wer, "Swar Mallika", was een klein boekje met gedetailleerde beschrijvingen van alle in die tijd gangbare raga's. In 1909 verscheen "Shri Mallakshaya Sangeetam" en werd zijn eerste echte boek "Hindustani Sangeet Paddhati" in vier delen. Zelfs tegenwoordig nog worden deze 4 delen als standaardwerk over de Hindoestaanse muziek beschouwd. Al zijn werken werden onder de pseudoniemen Vishnu Sharma of Chaturpandit uitgebracht.

## Scholen
Bhatkhande richtte muziekscholen op met als doel om een systematisch muziekonderwijs mogelijk te maken in India. In 1916 reorganiseerde hij de 'Baroda Staatsmuziekschool' en later met hulp van de Maharaja van Gwalior richtte hij het Madhav Muziek College op in Gwalior. In 1926 werd het "Maris Muziekcollege" opgericht in Lucknow door Rai Umanath Bali en zijn neef Dr. Rai Rajeshwar Bali, Minister van Onderwijs van de Verenigde Provincies. Bhankhande reisde op uitnodiging van Rai Umanath Bali naar Lucknow en verzorgde er het lesmateriaal. Het College daar wordt tegenwoordig genoemd naar Bhatkhande ("Bhatkhande College of Hindustani Music"). Dit was een van de grote verdiensten van Bhankhande, omdat voor zijn bemoeienis het lesmateriaal door Goeroes en Ustads modeling werd overgeleverd. Bhatkhande bereidde de Hindustani Sangeet Karmik Pustak Mallika voor als een serie standaard tekstboeken. Hij begon ook de traditie van de 'All India Music Conferences' om een platform te scheppen voor overleg tussen Hindustaanse en Carnatische klassieke musici.

## Dood en nalatenschap
Bhatkhade werd bedlegerig door verlamming en een dijfractuur. Hij stierf op Ganesh Chaturthi, een andere Hindoe-gedenkdag, in 1936. Elk jaar commemoreren musici uit heel India hem in de week van Ganesh Chaturti. Het post- en telegraafwezen in India gaf 1 september 1961 een postzegel uit met zijn beeltenis. Die dag werd gekozen omdat het die dag Janmashtami was.